# Nipponeubria yoshitomii
Nipponeubria yoshitomii is een keversoort uit de familie keikevers (Psephenidae). De wetenschappelijke naam van de soort werd in 1996 gepubliceerd door Lee & Satô.